# Walter Bailey (cầu thủ bóng đá)
Walter Bailey (sinh năm 1876) là một cầu thủ bóng đá người Anh thi đấu ở vị trí tiền đạo tầm xa.